# إدوارد بي. دورهام
إدوارد بي. دورهام (بالإنجليزية: Edward B. Durham)‏ هو مهندس معادن ‏ ومهندس أمريكي، (و. العقد 1870  م).